# Rahim Ademi
‎
Rahim Ademi, hrvaški general kosovsko-albanskega rodu, * 30. januar 1954, Karač, Vučitrn, Kosovo.

## Življenjepis
Leta 1976 je končal Vojaško akademijo Kopenske vojske JLA in bil nato premeščen v Rogoznico (pri Šibeniku).
Leta 1986 ga je Vojaško sodišče v Sarajevu obsodilo zaradi kotrarevolucionarnih dejanj in albanskega iredentizma, toda po letu in pol zaporne kazni, je Vrhovno vojaško sodišče JLA sprejelo njegov apel in razveljavilo predhodno obsodbo. Nato je do leta 1990 služin v Sinju. 
Ob začetku hrvaške osamosvojitvene vojne je dezertiral iz JLA in prestopil na hrvaško stran; sprva je delal na ministrstvu za notranje zadeve, potem pa je bil premeščen k Hrvaški vojski. Leta 1993 je postal namestnik poveljnika vojaškega okrožja Gospić, toda pozneje v istem letu je bil razrešen zaradi predhodne akcije v Medaškem žepu.
Pozneje je postal namestnik poveljnika vojaškega okrožja Split. Zaradi zaslug med operacijo Nevihta je bil povišan v brigadnega generala. Leta 1999 je postal namestnik glavnega inšpektorja oboroženih sil.
Leta 2001 je Mednarodno sodišče za vojne zločine na območju nekdanje Jugoslavije obtožilo Ademija za zločine proti človeštvu (etnično čiščenje), ki so bili storjeni proti krajiškim Srbom v medaškem žepu. Sprva je bil v priporu, pozneje pa je bil izpuščen in se je branil iz prostosti.
Novembra 2005 so njegov sodni spis preselili na Hrvaško. 30. maja 2008 je bil oproščen vseh obtožb.